# 중화인민공화국 철도부
중화인민공화국 철도부(중국어 간체자: 中华人民共和国铁道部, 정체자: 中華人民共和國鐵道部, 병음: Zhōnghuá Rénmín Gònghéguó Tiědào Bù)는 중화인민공화국 국무원 산하에 존재했던 부처이다. 주로 중국 내 철도노선 영업에 관한 업무를 맡고 있고 중화인민공화국 성립 후 국내의 철도 교통을 독점, 정부에서 관할하고 있었지만, 1990년대 들어 일부 철도국 관내노선이 민영화되었다. 2013년 3월 14일에 폐지되었으며, 사무는 중국철도총공사와 중화인민공화국 교통운수부 국가철도국에 이관되었다.

## 역사
- 1940년 10월 1일: 중국 국무원 산하 철도부 설립
- 1952년 3월: 제1차 철도여객운임조정
- 1955년 6월 1일: 제2차 철도여객운임조정
- 1984년 5월 3일: 칭짱철도1차구간(서녕-거얼무)개통
- 1989년 8월 5일: 제3차 철도여객운임조정
- 1993년 2월 8일: 광주철도국 민영화 이하 5개사로 분리됨.
- 1995년 10월 1일: 제4차 철도여객운임조정(외국인요금 폐지)
- 1996년 6월 1일: 경구선(북경 - 홍콩 구룡) 개통
- 1997년 4월 1일: 중국철도 제1차 속도개선
- 2006년 7월 1일: 칭짱철도 2차 구간(거얼무-라싸) 개통
- 2007년 4월 18일: 중국고속철도 CRH 상하이-항저우 운행개시
- 2008년 8월 1일: 베이징 - 톈진 경진도시간 고속철도 개통/운행
- 2009년 4월 1일: 허폐이 - 무한 도시간 고속철도 운행
- 2009년 9월 28일: 대리 - 려강 대려철도 개통
- 2009년 9월 28일: 닝보 - 태주 - 온주 도시간철도 개통
- 2009년 9월 28일: 온주 - 복주 도시간철도 개통
- 2013년 3월 14일: 중국 철도부 폐지 및 중국철도총공사 출범, 교통운수부 철도국 명명

## 철도국, 철도그룹
중국철도국은 18개 철도국이 있으며 1개의 철도그룹이 있다. 이하 각 지사에 해당된다.
- 베이징 철도국(중국어: 北京铁路局)
- 청두 철도국(중국어: 成都铁路局)
- 광저우 철도(집단)공사(중국어: 广州铁路(集团)公司)
  - 광선철도 고분유한공사(중국어: 广深铁路股份有限公司)
  - 광메이산철도 유한책임공사(중국어: 广梅汕铁路有限责任公司)
  - 산무철도 고분유한공사(중국어: 三茂铁路股份有限公司)
  - 시창철도 유한책임공사(중국어: 石长铁路有限责任公司)
  - 위에하이철도 유한책임공사 (중국어: 粤海铁路有限责任公司)
- 하얼빈 철도국(중국어: 哈尔滨铁路局)
- 후허하오터 철도국(중국어: 呼和浩特铁路局)
- 지난 철도국(중국어: 济南铁路局)
- 쿤밍 철도국(중국어: 昆明铁路局)
- 란저우 철도국(중국어: 兰州铁路局)
- 난닝 철도국(중국어: 南宁铁路局)
- 난창 철도국(중국어: 南昌铁路局)
- 칭짱철도공사(중국어: 青藏铁路公司)
- 상하이 철도국(중국어: 上海铁路局)
- 선양 철도국(중국어: 沈阳铁路局)
- 타이위안 철도국(중국어: 太原鐵路局)
  - 다친철도 고분유한공사(중국어: 大秦铁路公司 大秦铁路股份有限公司[*])
- 우루무치 철도국(중국어: 乌鲁木齐铁路局)
- 우한 철도국(중국어: 武汉铁路局)
- 시안 철도국(중국어: 西安铁路局)
- 정저우 철도국(중국어: 郑州铁路局)

## 같이 보기
- 중국철도박물관